# 李为国
李为国（1969年—），四川松潘人，羌族，中华人民共和国政治人物、第十一届全国人民代表大会四川地区代表。
毕业于中央党校经济管理专业，是中共党员。担任四川省黑水县委书记、县人大常委会主任。2008年起担任全国人大代表。